# 아르민 뮐러슈탈
아르민 뮐러슈탈(독일어: Armin Mueller-Stahl, 1930년 12월 17일 ~ )은 독일의 배우이다.

## 출연 작품
- 레닌그라드: 900일간의 전투 (2009)
- 천사와 악마 (2009)
- 인터내셔널 (2009)
- 부덴브루크가의 사람들 (2008)
- 레드 엘비스 - 동독의 딘 리드 (2007)
- 이스턴 프라미스 (2007)
- 로컬 컬러 (2006)
- 나는 또 다른 여자다 (2006)
- 더스트 팩토리 (2004)
- 크로시아티 (2001)
- 토마스 만(영어판) (2001)
- 세번째 기적 (1999)
- 피닉스 2 (1999)
- 제이콥의 거짓말 (1999)
- 13층 (1999)
- 커미셔너 (1998)
- X 파일 - 미래와의 전쟁 (1998)
- 더 어시스턴트 (1997)
- 12인의 노한 사람들 (1997)
- 더 게임 (1997)
- 피스메이커 (1997)
- 탁산드리아 (1996)
- 존 말코비치의 25시 (1996)
- 샤인 (1996)
- 러브 스토리 (1995)
- 티렉스 (1995)
- 더 라스트 굿 타임 (1994)
- 리틀 웨딩 (1994)
- 영혼의 집 (1993)
- 레드 핫 (1993)
- 우츠 (1992)
- 파워 오브 원 (1992)
- 카프카 (1991)
- 지상의 밤 (1991)
- 아발론 (1990)
- 재미삼아 (1989)
- 뮤직 박스 (1989)
- 모모 (1986)
- 눈 먼 의사 (1985)
- 전장의 로망스 (1985)
- 레들 대령 (1985)
- 아이 원트 유 (1983)
- 베로니카 포스의 갈망 (1982)
- 로라 (1981)
- 제이콥의 거짓말 (1974)
- 늑대들 사이에서 벌거벗은 (1963)
- 5개의 탄약통 (1960)

### 텔레비전
- 지저스 (1999, Jesus)
- 웨스트 윙 시즌1 (1999)